# Gustav Andreas Tammann
Gustav Andreas Tammann (Gotinga, 24 de julio de 1932-6 de enero de 2019) fue director del Instituto Astronómico de la Universidad de Basilea (Suiza), miembro de la Agencia Espacial Europea, del Equipo Asesor del Telescopio Espacial y miembro del Consejo del Observatorio Europeo Austral. Sus intereses de investigación se centraron en las supernovas y en la escala de distancia extragaláctica. Fue presidente de la Comisión de la Unión Astronómica Internacional sobre Galaxias.
Era nieto del químico físico Gustav Tammann.

## Reconocimientos
En 2000 recibió la Medalla Albert Einstein otorgada por «descubrimientos científicos sobresalientes, obras o publicaciones relacionadas con Albert Einstein» y el Premio Tomalla por su esfuerzo en medir la tasa de expansión del universo y especialmente por su trabajo pionero. usando supernovas como candela estándar. En 2005 recibió la Medalla Karl Schwarzschild.
El asteroide 18872 Tammann lleva su nombre.